# Раздольный (Каменский район)
Раздо́льный — посёлок в Каменском районе Алтайского края России. Входит в состав Попереченского сельсовета.

## География
Посёлок находится в северной части Алтайского края, на Приобском плато, на расстоянии примерно 51 км (по прямой) к юго-западу от города Камень-на-Оби, административного центра района.

### Климат
Климат континентальный, средняя температура января составляет −19,7 °C, июля — 18,9 °C. Годовое количество атмосферных осадков — 360 мм.

## Население
| 1997 | 1998 | 1999 | 2000 | 2001 | 2002 | 2003 |
| ---- | ---- | ---- | ---- | ---- | ---- | ---- |
| 339  | ↘328 | ↗332 | ↘313 | ↗318 | ↘289 | ↗292 |
| 2004 | 2005 | 2006 | 2007 | 2008 | 2009 | 2010 |
| ↗296 | ↘281 | ↗285 | ↗293 | ↘282 | ↘262 | ↘212 |
| 2011 | 2012 | 2013 |      |      |      |      |
| ↘210 | ↘199 | ↘175 |      |      |      |      |

### Национальный состав
Согласно результатам переписи 2002 года, в национальной структуре населения русские составляли 96 %.

## Инфраструктура
В селе функционируют фельдшерско-акушерский пункт, а также филиал культурно-досугового центра села Поперечное.

## Улицы
- ул. Садовая,
- ул. Степная,
- пер. Школьный[7].